# Line Geltzer Johansen
Line Geltzer Johansen  (født 26. juli 1989) er en tidligere dansk fodboldspiller, der spillede målmand for Danmarks kvindefodboldlandshold. Hun kommer fra Aalborg og har spillet fodbold siden hun var 9 år gammel. Hun har spillet i AaB, B52, Fortuna Hjørring, Team Viborg i Danmark, EdF Logroño i Spanien, Grimstad Amazon FK og Vålerenga IF i Norge, Watford L.F.C. i England og i Australien har hun spillet for Box Hill United og University of Queensland FC. Samtidig med at hun har spillet fodbold i forskellige lande, har hun studeret på Aalborg Universitet og mens hun spillede for University of Queensland FC i Australien, færdiggjorde hun sin kandidatudannelse, og blev uddannet som kandidat i  Kultur, Kommunikation og Globalisering. Hun skrev speicale med titlen: The War for Volunteer Talent: Attracting and Recruiting Australian Engineers for International Volunteering Assignments. Det var ellers et praktikophold hos Danfoss i forbindelse med studiet, der bragte hende til Australien.
Hun valgte i foråret 2022 at indstille hendes professionele fodboldkarriere, for i stedet at blive fodboldagent for bureauet People in Sport.